# Calyptothecium prainii
Calyptothecium prainii là một loài rêu trong họ Pterobryaceae. Loài này được Broth. ex Gangulee mô tả khoa học đầu tiên năm 1976.